# مارک اندریسن
مارک اندریسِن (‎/ænˈdriːsən/‎ ann-DREE-sən؛ زادهٔ ۹ ژوئیه ۱۹۷۱) کارآفرین، سرمایه‌گذار و مهندس نرم‌افزار آمریکایی است. او از برنامه‌نویسان مرورگر وب موزاییک است و بنیان‌گذار نت‌اسکیپ و همچنین از بنیانگذاران و شریک اصلی سیلیکون‌ولی و همین‌طور سرمایه‌گذار شرکت اندریسن هوروویتز است. وی بنیان‌گذار شرکت Opsware بود که بعداً شرکت نرم‌افزاری را به هیولت پاکارد واگذار کرد. اندریسن همچنین یکی از بنیانگذاران شرکت نینگ است که بستری را برای وب سایت‌های شبکه‌های اجتماعی فراهم می‌کند. او عضوی از هیئت مدیرهٔ فیس‌بوک است. اندریسن یکی از شش نفری است که در تالار مشاهیر شبکه جهانی وب در اولین کنفرانس بین‌المللی شبکه جهانی وب در سال ۱۹۹۴ اعلام شد.

## سنین جوانی و تحصیل
اندریسن در سدار فالز، آیووا متولد شد و در لیسبون جدید، ویسکانسین بزرگ شد. او پسر پاتریشیا و لول اندریسن است که در یک شرکت بذر کار می‌کرد. در دسامبر ۱۹۹۳ او مدرک لیسانس خود را در رشتهٔ علوم کامپیوتر از دانشگاه ایلینوی در اربانا-شمپین دریافت کرد. وی در دورهٔ کارشناسی، دو بار در آی‌بی‌ام در آستین، تگزاس کارآموزی کرد. او در گروه توسعهٔ نرم‌افزار گرافیکی AIX کار می‌کرد که مسئولیت پیاده‌سازی سامانهٔ پنجره اکس MIT و پورت‌های زبان سه بعدی API: زبان گرافیکی SGI ((GL و PHIGS را داشت. او همچنین در مرکز ملی کاربردهای ابررایانش (NCSA) در دانشگاه ایلینوی کار می‌کرد، جایی که با استانداردهای باز تیم برنرز لی برای شبکه جهانی وب آشنا شد. اندریسن با همکار تمام وقتش اریک بینا روی ایجاد یک مرورگر کاربرپسند با گرافیک یکپارچه که در طیف وسیعی از کامپیوترها کار می‌کند، مشغول شد. کد حاصل از این کار مرورگر وب موزاییک بود.
در نسل اول وب، تیم برنرز-لی با استفاده از نمونه‌های اولیه سرورها و مرورگرها، استانداردهای HTML ,(URL) , HTTP)) و HTML را راه اندازی کرد. تعداد کمی متوجه شدند که وب ممکن است از گوفر بهتر باشد. در نسل دوم، مارک اندریسن و اریک بینا موزاییک NCSA را در دانشگاه ایلینوی ایجاد کردند. بعدازآن بود که چندین میلیون نفر به متوجه شدند وب بهتر از رابطهٔ جنسی است.— Bob Metcalfe, InfoWorld, August 21, 1995, Vol. 17, Issue 34.

## نت‌اسکیپ
پس از فارغ‌التحصیلی از UIUC در سال ۱۹۹۳، اندریسن برای کار در Enterprise Integration Technologies به کالیفرنیا نقل مکان کرد. سپس با جیمز اچ کلارک، بنیان‌گذار سیلیکون گرافیکس، که اخیراً از شرکت خارج شده بود، ملاقات کرد. کلارک معتقد بود که مرورگر موزاییک امکانات تجاری زیادی دارد و پیشنهاد راه‌اندازی یک شرکت نرم‌افزاری اینترنتی را داد. به زودی، شرکت ارتباطات موزاییک (نت‌اسکیپ) در مانتین ویو وارد عرصهٔ تجارت شد که در آن اندریسن به عنوان هم‌بنیانگذار و نایب رئیس فناوری کار می‌کرد. دانشگاه ایلینوی با استفاده از نام مواییک ناراضی بود، بنابراین شرکت ارتباطات موزاییک نام خود را به نت‌اسکیپ تغییر داد و پرچمدار مرورگر وب آن نت‌اسکیپ نویگیتور بود. عرضهٔ اولیهٔ سهام نت‌اسکیپ در سال ۱۹۹۵ اندریسن را در معرض دید عموم قرار داد. تصاویر وی در جلد نشریهٔ تایم و سایر نشریات چاپ شد.
نت‌اسکیپ در سال ۱۹۹۹ با قیمت ۴٫۳ میلیارد دلار توسط ای‌اوال خریداری شد. استخدام اندریسن به عنوان مدیر ارشد فناوری منوط بر اتمام تحصیل بود. در همان سال، وی در ام‌آی‌تی تکنالجی ریویو به عنوان یکی از ۱۰۰ مبتکر برتر زیر ۳۵ سال در جهان نامگذاری شد.

## LoudCloud
پس از آنکه ای‌اوال در اواخر سال ۱۹۹۸، نت‌اسکیپ را خرید، اندریسن به همراه بن هوروویتس، تیم هاوز و سِک ری، Opsware را تأسیس کرد. این شرکت با نام اصلی Loudcloud، خدمات محاسباتی، میزبانی و نرم‌افزاری را به مشتریانی که با اینترنت و تجارت الکترونیکی روبرو هستند ارائه می‌داد. Loudcloud تجارت میزبانی خود را به اچ‌پی انترپرایس سرویسز فروخت و در سال ۲۰۰۳ نام خود را به Opsware تغییر داد و اندریسن به عنوان رئیس آن فعالیت می‌کرد. این شرکت که به مبلغ ۱٫۶ میلیارد دلار در سال ۲۰۰۷ توسط هیولت پاکارد خریداری شد، یکی از اولین شرکت‌هایی بود که به اجارهٔ نرم‌افزار و میزبانی ابری اقدام کرد.

## اندریسن هاروویتز

### تاریخچه و بنیان‌گذاری
بین سال‌های ۲۰۰۵ و ۲۰۰۹، اندریسن و شریک تجاری دیرینهٔ خود بن هوروویتس به‌طور جداگانه مجموعاً ۸۰ میلیون دلار در ۴۵ شرکت تازه‌تأسیس سرمایه‌گذاری کردند که شامل توئیتر و اسکایپ کوییک بود. این دو به عنوان فرشتگان در امر سرمایه‌گذاری شناخته شدند. در ۶ ژوئیه ۲۰۰۹، اندریسن و هوروویتس شرکت سرمایه‌گذاری سیلیکون ولی خود را با نام اندریسن هوروویتز اعلام کردند.
این شرکت به دلیل عدم تنوع در نیروی کار خود در میان چندین شرکت سرمایه‌گذاری خطرپذیر دیگر مورد بررسی قرار گرفته بود. در مصاحبه ای با مجله نیویورک، اندریسن اظهار داشت که بحث تنوع معتبر است، با این حال، او معتقد بود که این شرکت، و همچنین سایر شرکت‌های سرمایه‌گذاری سیلیکون ولی، به نادرست به تبعیض علیه زنان و افراد رنگین‌پوست متهم شده‌اند. وقتی از اندریسن به‌طور خاص در مورد انتقاد از تنوع قومی و جنسیتی در سیلیکون ولی سؤال شد، پاسخ داد که مسائل «همان چیز» بود.

### سرمایه‌گذاری‌ها
با سرمایه اولیه ۳۰۰ میلیون دلار شروع به کار کرد، در عرض سه سال ارزش شرکت، تحت مدیریت سه صندوق به ۲٫۷ میلیارد دلار رسید. دارایی‌های سهام اندریسن هاروویتس شامل فیس‌بوک، فوراسکوئر، گیت‌هاب، پینترست، توئیتر، و آنر بود.
در اول سپتامبر ۲۰۰۹، یک گروه سرمایه‌گذار که شامل اندریسن هاروویتس بود اکثریت سهام اسکایپ را به مبلغ ۲٫۷۵ میلیارد دلار به‌دست آورد که پرخطر به نظر می‌رسید. این معامله در ماه مه ۲۰۱۱ هنگامی که مایکروسافت اسکایپ را به قیمت ۸٫۵ میلیارد دلار خریداری کرد، نتیجه داد. علاوه بر این، اندریسن و هاروویتس در سال ۲۰۰۶ بر سازنده هدست Jawbone سرمایه‌گذاری شخصی انجام دادند. در سال ۲۰۱۰، این شرکت به وکیل سیلیکون ولی، تد وانگ در ایجاد اولین اسناد مالی رایگان بذر استاندارد شده، سری اسناد بذر کمک کرد. این شرکت سرمایه‌گذاری ۴۹ میلیون دلاری در JawBone را در مارس ۲۰۱۱ اعلام کرد.

## ای‌بی
اندریسن برای اولین بار در سال ۲۰۰۸ به هیئت مدیرهٔ ای‌بی پیوست و شش سال به آن خدمت کرد. در اکتبر ۲۰۱۴، اندریسن استعفای خود را از هیئت مدیره به دلیل تصمیم شرکت برای قطع واحد پرداخت آنلاین پی‌پل اعلام کرد. تصمیم برای قطع ارتباط با پی پال محل اختلاف بین اندریسن و سرمایه‌گذار کارل ایکان بود. ایکان طرفدار تقسیم پی پال بود در حالی که اندریسن با این روند مخالفت و منجر به اختلافات عمومی شد. اندریسن توسط ایکان متهم شد که منافع خود را در مقابل آنچه برای سهامداران بهتر است قرار داده‌است. ایکان استدلال خود را در نامه ای سرگشاده منتشر کرد که شرح مفصلی درمورد درگیرکردن منافع خود در فروش اسکایپ در سال ۲۰۰۹ به گروهی از سرمایه‌گذاران خصوصی است که شامل شرکت خود اندریسن نیز می‌شود.

## نفوذ صنعت
اندریسن به رهبران شرکتهایی که اندریسن هورویتس در آنها سرمایه‌گذاری می‌کند، از جمله مارک زاکربرگ از فیس‌بوک و مارک پینکوس از زینگا، مشاوره می‌دهد.
آندریسن و هوروویتس در رتبهٔ شش لیست شرکت‌های جدیدالتاسیس ونتی فر سال ۲۰۱۱، در رتبهٔ یک در فهرست تأثیرگذارترین سرمایه‌گذاران سی‌نت و همچنین به ترتیب در رتبهٔ دو و بیست و یک، در فهرست ۲۰۱۲ سرمایه‌گذاران برتر فوربز قرار گرفتند.
در آوریل ۲۰۱۲، اندریسن به همراه بن هوروویتز، پیتر لوین، جف جوردن، جان اوفارل و اسکات ویس به عنوان شرکای عمومی اندریسن هوروویتز متعهد شدند نیمی از درآمد مادام العمر خود از سرمایه‌های خطر پذیر را به سازمان‌های خیریه اهدا کنند.
در سال ۲۰۱۲، اندریسن در لیست تایم ۱۰۰ قرارگرفت، لیستی سالانه از ۱۰۰ فرد با نفوذ جهان که توسط تایم جمع‌آوری می‌شود.
در سال ۲۰۱۳، اندریسن یکی از ۵ پیشگام اینترنت و وب بود که جایزهٔ مهندسی ملکه الیزابت را تحویل گرفت.
در آوریل ۲۰۲۰، در اوایل دنیاگیری کووید-۱۹، اندریسن مقاله ای با عنوان «زمان ساختن فرارسیده است» منتشر کرد که در آن واکنش آمریکا به ویروس کرونا مهیب توصیف شده و راه حل‌های فنی و فرهنگی برای حل این مشکل پیشنهاد شده‌است.

## مشاغل
اندریسن بنیان‌گذار و رئیس نینگ بود، سومین شرکتی که پس از نت‌اسکیپ و Loudcloud تأسیس کرد. در سپتامبر ۲۰۱۱، اعلام شد که نینگ به قیمت گزارش شده ۱۵۰ میلیون دلار به Mode Media فروخته شده‌است. اندریسن پس از فروش به هیئت مدیره Glam Media پیوست.
او یک سرمایه‌گذار شخصی در شرکت‌هایی از جمله لینکدین و بوتیک بانک Raine است.
اندریسن در هیئت مدیره فیس‌بوک، هیولت پکرد انترپرایز، Kno, Stanford Hospital, Bump Technologies, Anki, Oculus VR, Dialpad, و TinyCo. فعالیت می‌کند.
Hewlett Packard Enterpris در فوریه ۲۰۱۸ اعلام کرد که آندریسن، عضو هیئت مدیره، در مجمع سالانه سهامداران در ۴ آوریل، به دنبال انتخاب مجدد نیست. در زمان حضور در Hewlett Packard , Andreessen تا حدی مقصر برخی از شکست‌های شرکت شناخته شد، از جمله استخدام Leo Apotheker و همچنین خریدهای Autonomy و Palm.
او به عنوان مشاور آسانا و مدیر CollabNet فعالیت می‌کند.
اندریسن طرفدار بیت‌کوین و رمزارز است.
اندریسن در یک هیئت مشاوره برای شهر نیوم فعالیت می‌کند، برنامه‌ای که عربستان سعودی برای ساخت یک «مگا شهر» در صحرا دارد.

## زندگی شخصی
اندریسن در سال ۲۰۰۶ با لورا آریلاگا ازدواج کرد. او بنیان‌گذار صندوق سرمایه‌گذاری اجتماعی سیلیکون ولی و دختر میلیاردر جان آریلاگا - صاحب املاک و مستغلات سیلیکون‌ولی - است. آنها یک پسر با هم دارند.
در سال ۲۰۱۲، اندریسن حمایت خود را از میت رامنی، نامزد جمهوری‌خواه ابراز داشت. در طول فصل مقدماتی ۲۰۱۶، وی کارلی فیورینا، نامزد جمهوری‌خواه را تأیید کرد، اما پس از کنار گذاشتن فیورینا از رقابت، اندریسن با استناد به موضع ضد مهاجرتی دونالد ترامپ، نامزد جمهوری‌خواه، حمایت خود را به نامزد حزب دموکرات هیلاری کلینتون تغییر داد.

## انتقاد

### توئیتر
در فوریه ۲۰۱۶، مارک اندریسن توئیتی را در پاسخ به تصمیم هند برای اعمال بی‌طرفی شبکه در پروژهٔ پیشنهادی فیس بوک، (مبانی رایگان) منتشر کرد. این توییت حاکی از آن بود که ضد استعمار برای مردم هند فاجعه بار بوده‌است. اندریسن بعداً به دنبال انتقاد هندی‌ها و غیر هندی‌ها (از جمله مارک زاکربرگ بنیان‌گذار فیس بوک) این توییت را حذف کرد. فیس بوک هزینه میلیونی صرف تبلیغ (اصول رایگان) برای عموم مردم هند کرد. این پروژه به دلیل تخلفات، تعیین تعرفه‌های ترجیحی برای دسترسی به محتوا و راه اندازی "Walled Gaeden" در اینترنت با شکست مواجه شد.
اندریسن طرفدار روزنامه‌نگار جنجالی بریتانیایی، مایلو یناپولس بود، که وضعیت تأییدشده‌اش، توسط توئیتر در سال ۲۰۱۶ به دلیل سوءرفتارها و رفتارهای نفرت‌انگیز لغو شد که این امر تبدیل به یک جنجال شد. مارک اندریسن در توئیتی از یاننوپولوس حمایت کرد.

### تضاد منافع
در آوریل ۲۰۱۶، سهامداران فیس بوک برای جلوگیری از طرح زاکربرگ برای ایجاد کلاس جدیدی از سهام بدون رأی، یک شکایت قضایی را مطرح کردند. در این دادخواست ادعا می‌شود که اندریسن به‌طور مخفیانه زاکربرگ را برای کسب تأیید هیئت مدیره برای تغییر سهام هدایت کرده‌است، در حالی که اندریسن به عنوان یک عضو هیئت مدیره مستقل به نمایندگی از سهامداران شرکت خدمت می‌کرد.
طبق اسناد دادگاه، اندریسن اطلاعاتی را با زاکربرگ به اشتراک گذارده بود که شامل میزان پیشرفت و نگرانی‌های آنها می‌شد درحالی که همزمان به زاکربرگ در مذاکره علیه سهامداران کمک می‌کرد. اسناد دادگاه شامل متن خصوصی بین زاکربرگ و اندریسن بود.

## برای مطالعهٔ بیش‌تر
- Friend, Tad (May 18, 2015). "Tomorrow's advance man: Marc Andreessen's plan to win the future". Letter from California. The New Yorker. 91 (13): 58–73. Retrieved August 5, 2015.
- Andreessen, Marc (August 20, 2011). "Why Software Is Eating The World". The Wall Street Journal. Retrieved December 22, 2019.